# Zonulatrådar

Zonulatrådarna (15) fungerar som upphängning för linsen (11) i ciliarkroppen (nr 10).

Zonulatrådar, eller zonula ciliaris, återfinns i ögat, fästa med ena änden runt om linsen, och den andra i ciliarkroppen (ciliarmuskeln). När människan ackommoderar så drar ciliarmuskeln ihop sig. Detta leder till att zonulatrådarna, som vanligtvis är spända för att hålla linsen flatare för avståndsseende, blir slappa. I sin tur gör detta att linsen ändrar form, och blir mer sfärisk, vilket ger bättre närseende.